# Synapturanus mirandaribeiroi
Espèce
Statut de conservation UICN

 LC  : Préoccupation mineure
Synapturanus mirandaribeiroi est une espèce d'amphibiens de la famille des Microhylidae.

## Répartition
Cette espèce se rencontre entre 100 et 700 m d'altitude dans le nord du Brésil, en Colombie, au Guyana, en Guyane, au Suriname et au Venezuela,.

## Étymologie
Son nom d'espèce, mirandaribeiroi, fait référence à Alípio de Miranda-Ribeiro, zoologiste brésilien.

## Publication originale
- Nelson & Lescure, 1975 : The Taxonomy and Distribution of Myersiella and Synapturanus (Anura: Microhylidae). Herpetologica, vol. 31, no 4, p. 389-397.